# Маріямпольський повіт (Російська імперія)
Маріямпольський повіт (лит. Marijampolės apskritis) — історична адміністративно-територіальна одиниця Августівського воєводства, Августівської, потім Сувальської губернії Російської імперії. Повітове місто — Маріямполе.

## Історія
Повіт утворено 1815 року у складі Августівське воєводство Царства Польського.
1837 року за новим адміністративним поділом Царства Польського підпорядкований Августівській губернії.
1867 року за поділом Августівської губернії опинився у складі Сувальської губернії.
1919 року територія повіту увійшла до складу Литовської республіки.

## Адміністративний поділ
1913 року повіт поділявся на 14 ґмін:
- Алексота;
- Антонова (центр — село Чиста-Буда);
- Бальвержишки;
- Вейвери;
- Гудельска (центр — село Дембова-Буда);
- Квецішска (центр — село Александрово);
- Михалішки (центр — село Есіотраки);
- Пильвішки;
- Погермон (центр — село Покойне);
- Понемонь;
- Фреда (центр — село Годлево);
- Хлебішки;
- Шумськ (центр — село Макалу);
- Яворовськ (центр — село Іглішкани).

## Населення
За даними перепису 1897 року в повіті проживало 114,3 тис. чол. У тому числі литовці — 77,0%; євреї — 10,3%; німці — 5,0%; росіяни — 4,0%; поляки — 2,9%. У повітовому місті Маріамполь проживало 6737 мешканців, в заштатному місті Прени — 2477.